# Iris neosetosa
Iris neosetosa là một loài thực vật có hoa trong họ Diên vĩ. Loài này được Y.N.Lee mô tả khoa học đầu tiên năm 2002.